# Paphinia grandis
Espèce
Paphinia grandis Rchb.f. ex Moore, est une espèce d'orchidée appartenant à la sous-tribu des Stanhopeinae.
La plante a fleuri pour la première fois en culture en octobre/novembre 1884 chez un orchidophile anglais, W.Williams. Esq., dans ses serres de Sugnell Hall à Eccleshall dans le Staffordshire. Le specimen a été brièvement décrit en anglais en 1885 par David Moore sur la base de notes d'Heinrich Gustav Reichenbach (Warner & Williams.1885). La diagnose latine complète, par Reichenbach, n'a été publiée qu'après sa mort (F.Kränzlin.1900). L'illustration publiée avec cette dernière (gravure de J.Kirchner) ne semble toutefois pas correspondre à la plante type de 1885. Cette confusion est sans doute à l'origine du placement de Paphinia grandis Rchb.f dans la synonymie de Paphinia grandiflora Barb.Rodr. par Alfred Cogniaux (Cogniaux.1902).
Toutefois des illustrations d'époque ainsi qu'un spécimen d'herbier semblent accréditer l'idée que Paphinia grandis est bien une espèce à part entière. Il n'existe pas de spécimen vivant connu de cette orchidée. (Jenny.2001).

## Étymologie
grandis,e, adjectif latin, "grand".

## Synonyme
- Lycaste grandis G.Nicholson, Dictionary of Gardening t.3 (1888).

## Diagnose
Sepalo dorsali oblongo-lanceolato acuminato, lateralibus e basi ovata sensim angustatis acuminatis apice deflexis petalis lateralibus basi cuneatis lanceolatis ceterum praecipue apicem versus, sepalis similibus; gynostemii pede lineari, labello ipso trilobo, lobis lateralibus basilaribus erectis antice cunealis subfalcatis acutis, lamellis 2 minutis penicillatis inter positis, lobo intermedio basi bilobulo, lobulis triangulis subobliquis obtusis, lamella erecta supra barbata interposita antice autem ligulato rotundato infra in mentum producto supra praesertim in margine dense crinito; gynostemio labello subbreviore a basi gracillima dilatato a medio apicem usque marginato supra bidentato, androclinio cucullato, anthera plana antice brevi-acutata polliniis binis ovalibus, retinculo longo lineari, glandula parva ovata antice acuta fovea stigmatica post rostellum fere omnino abscondita, rostello longo lineari.
Bulbi parvi ovoidei subcompressi ad 4 cm alti abtuse angulati sulcati. Folia ad 25 m (sic) longa oblongo-lanceolata acuta. Pedicelli plerumque monanthi (flore altero saepius evanescente) 6-7 cm longi deflexi. Bractea suprema lanceolata acuta cucullata ovarium nigro-furfuraceum gracile teres aequans. Sepala 6 cm longa medio 1.5 cm lata, petala lateralia aequilonga medio paulum latiora omnia pallide viridia vel viridia-luteo maculis. Confluentibus interdum in series rectas dispositis vel non dispositis, labellum (excepto pede 1 cm longo) 3 cm longum a basi medium usque modo sepalorum et petalorum coloratum antice pollidum gynostemium viride basi pupureo punctulatum 3 cm longum. Totus flos ad 10-11 cm diametro.
Rchb.f. d'après ses notes. (Kränzlin.1900).

## Répartition et biotope
Le spécimen type était une plante épiphyte originaire " de la partie chaude du Brésil" .

## Culture
La floraison semble durer 10 jours et avoir lieu en octobre et novembre.